# Kaadedhdhoo Airport
Kaadedhdhoo Airport är en flygplats i Maldiverna. Den ligger i administrativa atollen Gaafu Dhaalu Atholhu, i den södra delen av landet. Kaadedhdhoo Airport ligger 10 meter över havet.
Terrängen runt Kaadedhdhoo Airport är mycket platt. Närmaste större samhälle är Thinadhoo, 4,7 km norr om Kaadedhdhoo Airport. 